# رومن فلوریر
رومن فلوریر (انگلیسی: Romain Fleurier؛ زادهٔ ۱۷ مارس ۱۹۹۷) بازیکن فوتبال اهل فرانسه است.